# Marco Scibona
Marco Scibona (Wald, 8 giugno 1967) è un politico italiano.

## Biografia
Nato a Wald l'8 giugno 1967, si è poi trasferito a Bussoleno. Ha conseguito il diploma di maturità scientifica presso il Liceo Charles Darwin di Rivoli.
Ha rivestito ruoli tecnici legati all'informatica, elettronica e meccanica in vari settori. Per 20 anni è stato impiegato in un'azienda di progettazione di impianti ferroviari.
Si avvicina al movimento No TAV dapprima come manifestante e poi, dal 2005, sempre più attivamente nei comitati.
È stato candidato per il Movimento 5 Stelle alle elezioni regionali in Piemonte del 2010, ottenendo 2119 preferenze, ma non risultando eletto. Ha fatto parte allo staff del gruppo consiliare, occupandosi in particolar modo della commissione II (Trasporto e Infrastrutture) della Regione Piemonte. Ha seguito in particolar modo il distaccamento dell'ufficio consiliare nella roulotte presso il sito La Maddalena a Chiomonte.
Sempre per il Movimento 5 Stelle, viene eletto al Senato della Repubblica nella XVII Legislatura, primo della lista della circoscrizione Piemonte. Dal 16 ottobre 2014 subentra al collega Andrea Cioffi come vicecapogruppo del M5S al Senato insieme alla collega Nunzia Catalfo.
Il 7 maggio 2013 viene costituita l' 8ª Commissione permanente (Lavori pubblici, comunicazioni) di cui diviene membro e in seguito è eletto segretario.
Il 1° agosto 2013 entra a far parte del Comitato parlamentare di controllo sull'attuazione dell'accordo di Schengen, di vigilanza sull'attività di Europol, di controllo e vigilanza in materia di immigrazione fino al 4 ottobre 2017. È stato membro della "Commissione parlamentare di inchiesta sul fenomeno delle intimidazioni nei confronti degli amministratori locali" dalla sua costituzione avvenuta il 26 marzo 2014 fino al suo scioglimento il 26 marzo 2015 quando la commissione ha terminato il suo compito. 
Il 19 aprile 2017 diviene membro della "Commissione parlamentare di inchiesta sul femminicidio, nonché su ogni forma di violenza di genere". 
il 4 ottobre dello stesso anno entra a far parte della Commissione parlamentare per l'attuazione del federalismo fiscale 

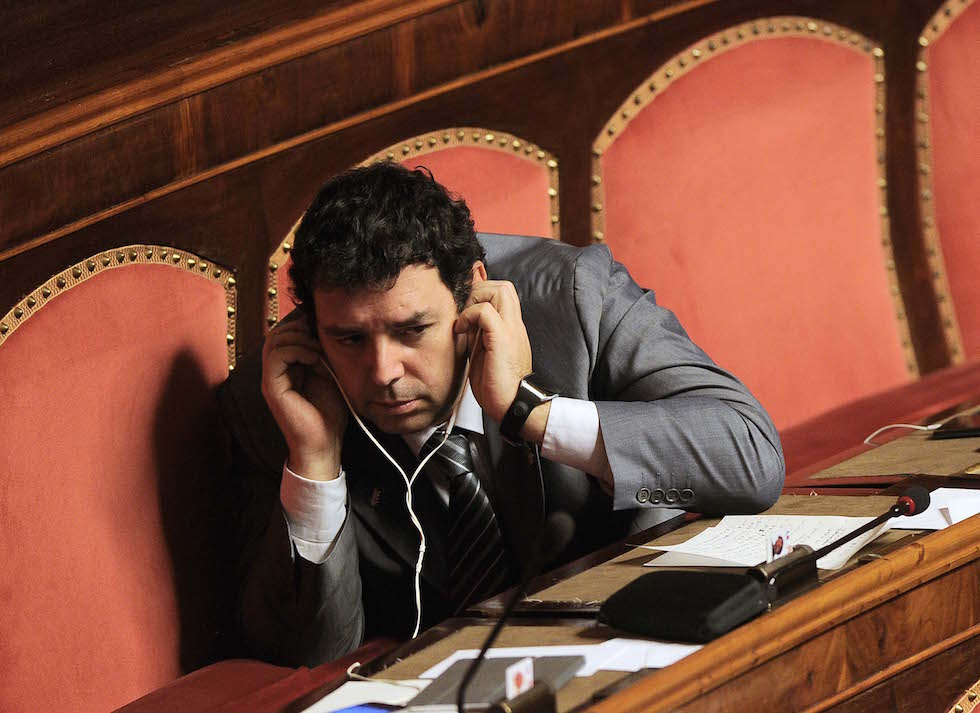
Foto del 2014

Alle elezioni politiche del 2018 è candidato dal M5S al Senato nel collegio uninominale Piemonte 02 (Moncalieri), ottenendo il 31,67%, ma è sconfitto dalla candidata del centrodestra Marzia Casolati, che totalizza il 37,61%, non viene quindi rieletto. 

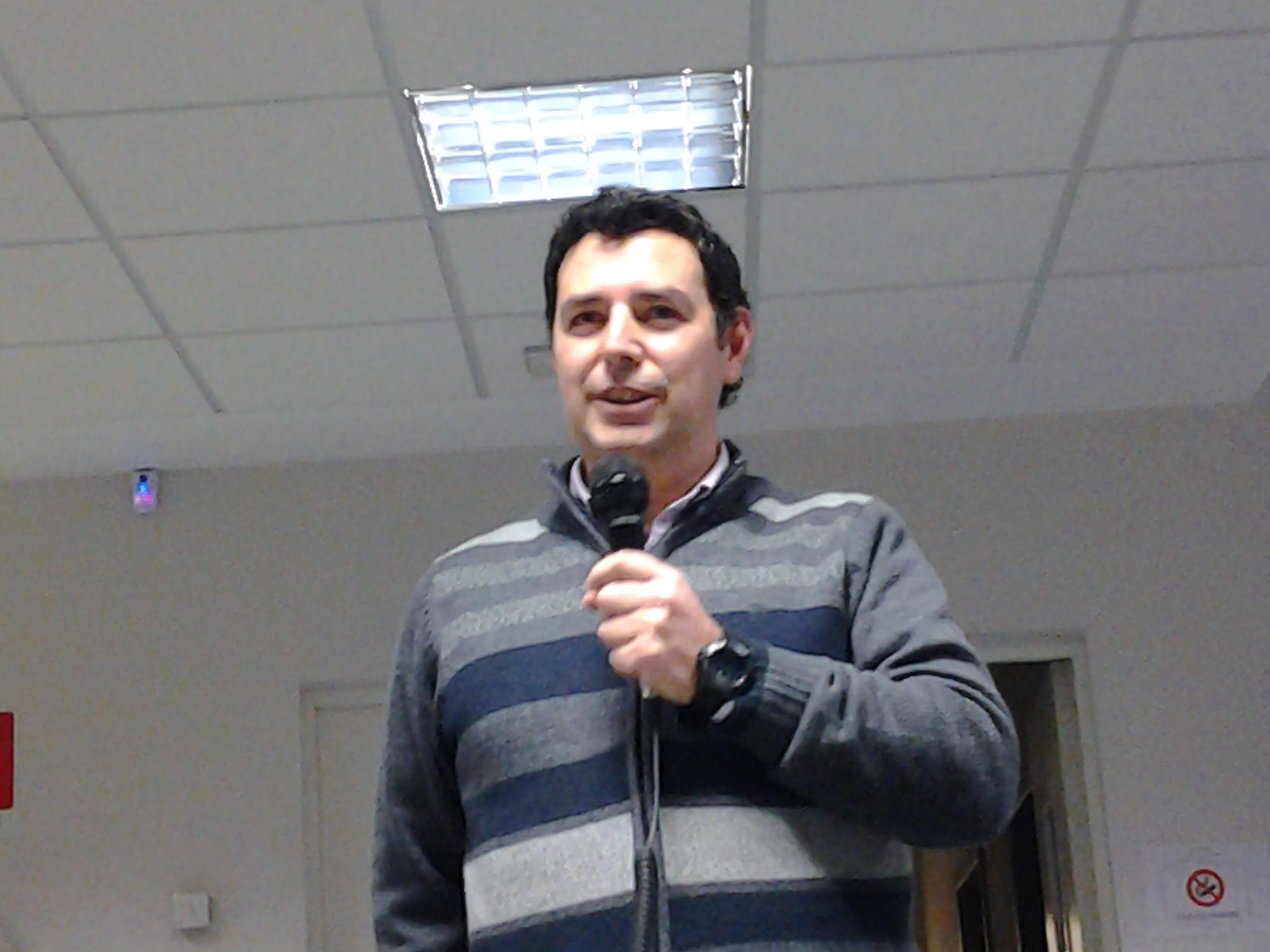
Foto del 2013

Il 19 giugno 2018 viene nominato dalla Città Metropolitana di Torino membro del CDA di ATIVA SpA (AUTOSTRADA TORINO-IVREA-VALLE D'AOSTA) società che gestisce autostrade. L'incarico termina il 3 maggio 2019.
Lasciato il Movimento 5 Stelle, si presenta alle elezioni politiche del 2022 nelle liste di Unione Popolare come candidato al collegio uninominale Piemonte - 05, senza risultare eletto.